# Philosciidae
Philosciidae är en familj av kräftdjur som beskrevs av John Robert Kinahan 1857. Philosciidae ingår i ordningen gråsuggor och tånglöss, klassen storkräftor, fylumet leddjur och riket djur. Enligt Catalogue of Life omfattar familjen Philosciidae 559 arter. 

## Dottertaxa till Philosciidae, i alfabetisk ordning[1][2]
- Abebaioscia
- Adeloscia
- Alboscia
- Anaphiloscia
- Anchiphiloscia
- Andenoniscus
- Andricophiloscia
- Androdeloscia
- Aphiloscia
- Arcangeloscia
- Archaeoscia
- Arhina
- Ashtonia
- Atlantoscia
- Australophiloscia
- Baconaoscia
- Barnardoscia
- Benthana
- Benthanoides
- Benthanops
- Benthanoscia
- Brackenphiloscia
- Burmoniscus
- Caraiboscia
- Chaetophiloscia
- Colombophiloscia
- Congophiloscia
- Ctenoscia
- Cubanophiloscia
- Dekanoscia
- Didima
- Ecuadoroniscus
- Erophiloscia
- Eurygastor
- Floridoscia
- Formicascia
- Gabunoscia
- Hawaiioscia
- Heroldia
- Hoctunus
- Huntonia
- Isabelloscia
- Ischioscia
- Javanoscia
- Jimenezia
- Laevophiloscia
- Leonoscia
- Lepidoniscus
- Leptophiloscia
- Leucophiloscia
- Littorophiloscia
- Loboscia
- Metaprosekia
- Metriogastor
- Microphiloscia
- Mirtana
- Nahia
- Nataloniscus
- Natalscia
- Nesoniscus
- Nesophiloscia
- Okeaninoscia
- Oniscophiloscia
- Oreades
- Oroscia
- Oxalaniscus
- Pacroscia
- Palaioscia
- Papuaphiloscia
- Parachaetophiloscia
- Paraguascia
- Parapacroscia
- Paraphiloscia
- Parischioscia
- Pentoniscus
- Perinetia
- Philoscia
- Philoscina
- Platycytoniscus
- Pleopodoscia
- Plumasicola
- Plymophiloscia
- Portoricoscia
- Prosekia
- Pseudophiloscia
- Pseudosetaphora
- Pseudotyphloscia
- Puteoscia
- Quintanoscia
- Roramoscia
- Rostrophiloscia
- Sechelloscia
- Serendibia
- Setaphora
- Sinhaloscia
- Stenopleonoscia
- Stephenoscia
- Sulesoscia
- Tenebrioscia
- Thomasoniscus
- Tiroloscia
- Togoscia
- Tongoscia
- Trichophiloscia
- Troglophiloscia
- Tropicana
- Tropiscia
- Uluguroscia
- Wahrbergia
- Vandelophiloscia
- Xiphoniscus
- Yaerikima
- Zebrascia